# 마카로니 (이란 음식)
마카로니(페르시아어: ماکارونی) 또는 마카라니(페르시아어: ماکارانی)는 이란의 파스타 요리이다. 구멍이 난 대롱같이 생긴 짧은 국수인 마카로니가 아니라, 길고 얇은 스파게티 등의 국수를 사용해 만들며, 페르시아 스파게티(Persian spaghetti) 등의 이름으로도 알려져 있다. 이란에서 "마카로니(ماکارونی)"는 모든 종류의 파스타를 두루 이르는 말이다.
돌돌 만 국수나 얇게 썬 감자 등을 눌려 모양을 잡은 것은 마카로니 타디그(페르시아어: ماکارونی تهدیگ)라 부르며, 이때 "타디그(ته‌دیگ)"는 "누룽지"를 뜻한다.

## 만들기
양파, 피망, 다진 고기 등을 소금과 후추, 울금, 아드비예 등 향신료와 토마토 페이스트를 넣어 볶아 양념을 만는다. 냄비에 기름을 두르고, 삶은 스파게티와 양념을 켜를 지어 안친 다음 살짝 섞어 뚜껑을 닫고 지진다.